# اشتوسن
۵۱°۰۷′۰۶″ شمالی ۱۱°۵۷′۰۱″ شرقی / ۵۱٫۱۱۸۳۳°شمالی ۱۱٫۹۵۰۲۸°شرقی
شهر اشتوسن (به آلمانی: Stößen) در ایالت زاکسن-آنهالت در کشور آلمان واقع شده‌است.